# Ruixi (köpinghuvudort i Kina, Hainan Sheng, lat 19,73, long 110,12)
Ruixi är en köpinghuvudort i Kina. Den ligger i provinsen Hainan, i den södra delen av landet, omkring 41 kilometer sydväst om provinshuvudstaden Haikou. Antalet invånare är 26 359. Befolkningen består av 12 199 kvinnor och 14 160 män. Barn under 15 år utgör 23,0 %, vuxna 15-64 år 64 %, och äldre över 65 år 12,0 %.
Runt Ruixi är det ganska tätbefolkat, med 230 invånare per kvadratkilometer. Närmaste större samhälle är Jinjiang, 12,1 km väster om Ruixi. Omgivningarna runt Ruixi är en mosaik av jordbruksmark och naturlig växtlighet.
Genomsnittlig årsnederbörd är 2 382 millimeter. Den regnigaste månaden är juli, med i genomsnitt 350 mm nederbörd, och den torraste är januari, med 21 mm nederbörd.